# Kōrindō-Aikidō
Kōrindō-Aikidō (japanisch光輪洞 合気道) ist die von Hirai Minoru (1903–1998) entwickelte und gelehrte Form des alten japanischen Budō. Die Bezeichnung „Aikidō“ für dieses integrierte Budō ist relativ neu und wurde unter Mitwirkung von Hirai 1942 im Dainippon Butokukai (DNBK) geschaffen. Hirai kommt unter anderem vom klassischen Jiu Jitsu her, als entscheidendes Prinzip gelten ihm kreis- bzw. kugelartige Drehungen (enten und ryūten). Ein kennzeichnender Unterschied zum üblicherweise bekannten Aikidō ist die Übungsform taisabaki sowie der größere Stellenwert, der dem randori im Training beigemessen wird.

## Das System
Das Training im Kōrindō-Aikidō gliedert sich in drei Stufen:
1. taisabaki, bestehend aus acht Formen, die dem selbstständigen Üben dienen. Sie führen dazu, die für Hirais Budō grundlegenden Fähigkeiten wie yawara und koshi-mawashi zu erwerben;
2. kumikata oder kurz kata, Partnerübungen, die nicht wie sonst üblich Endzweck sind, sondern ebenfalls zum Erfassen der Prinzipien hinführen, und
3. randori, eine freie, realen Kampfsituationen sich annähernde Übungsform mit einem Partner, bzw. Varianten hiervon wie das enrandori, eine verlangsamte, das Kreisprinzip betonende Form oder ransen, freie Partnerübungen mit mehreren Angreifern.

Das Besondere an der Übungsform des taisabaki besteht darin, dass es ein Bewegungsprinzip verwirklichen hilft, das auf kreis- bzw. kugelförmigen Drehungen beruht und somit die Funktion einer Matrix einnimmt. Bei knappem Fußabstand wird versucht, den Ausgangspunkt aller Bewegungen im Zentrum (hara) beginnen zu lassen, was geschmeidig fließende (yawara) und kontinuierliche (ruten), durch keinerlei ruckartige Ansätze unterbrochene Bewegungen fördert. Auf diese Weise bildet taisabaki die Grundlage für alle möglichen Formen von Kampfkünsten: aus taisabaki wird, ohne Waffe geübt, taijutsu, mit dem Schwert entsteht daraus kenjutsu und mit dem Stock (Jō) jōjutsu, mit der Lanze (yari) yarijutsu usw. Mit anderen Worten: ein einziges Prinzip, nämlich die kreis- bzw. kugelartigen Drehungen, genügt, um die unterschiedlichen, in einer realen Situation erforderlichen Handlungen zu ermöglichen. Es kommt in dem Begriff koshi-mawashi zum Ausdruck, etwas, das man sich als rotationsartige Drehungen vorstellt, die im Zentrum zu vollziehen sind. In einer realen Bedrohungssituation kann man sich nicht auf einstudierte Techniken verlassen, da nicht nur jede Situation, sondern auch jeder Gegner unterschiedlich ist. Es gibt also niemals zwei absolut gleiche Situationen, deshalb kann nur ein auf Natürlichkeit beruhendes Prinzip zum Erfolg führen.

## Entwicklungsgeschichte
Aikidō ist jene Variante des japanischen Budō, die von Ueshiba Morihei praktiziert wurde und im Wesentlichen von seinen verschiedenen Nachfolgern weiterhin geübt wird.
Dies war nicht immer so. Ursprünglich verstand man darunter jenes Aikidō, das von Hirai Minoru innerhalb des Dainippon Butokukai (DNBK) vertreten wurde. Man sprach deshalb auch vom Butokukai Aikidō.
Der Begriff geht zurück auf eine Entscheidung, die im DNBK getroffen wurde. Diese Organisation war am 28. April 1895 auf Betreiben der japanischen Regierung gegründet worden und damals die maßgebliche Vereinigung zur Förderung der japanischen Kampfkünste. In ihr waren die wichtigsten Vertreter aller Budō-Stile versammelt. Auch Hirai Minoru war in ihr in verschiedenen leitenden Funktionen tätig.
Diese staatliche Einrichtung hatte die Behauptung der japanischen Kampfkünste gegenüber den stark an Popularität gewinnenden westlichen Sportarten zum Ziel und auf ihre Art der körperlichen Ertüchtigung der japanischen Jugend zu dienen.
In einem längeren Diskussionsprozess innerhalb der genannten Organisation kam man schließlich überein, für das von Minoru Hirai vertretene integrierte Budō-System, das alle bis dahin in Einzeldisziplinen aufgespaltenen Kampfformen, mit oder ohne Waffe, zusammenfasste, die Bezeichnung Aikidō zu verwenden. Hirai Minoru wurde zu deren oberstem Lehrmeister "hanshi" (siehe Urkunde vom 5. September 1946 im unten genannten Buch) bestellt. Damit war Hirai der erste und oberste Vertreter des Aikidō innerhalb des Dainippon Butokukai und zudem alleiniger Inhaber dieses höchsten Titels, der innerhalb des Dainippon Butokukai zu erlangen war.
Bereits im März 1938 hatte er in seiner Heimat in Okayama einen eigenen Dōjō mit dem Namen „Kōkadō“ gegründet. 1945 ließ er die Gründung eines Dōjō in Shizuoka und 1953 eines weiteren in Tokyo, der unter der Bezeichnung Kōrindō als Honbu Dōjō fungierte, folgen. Alle drei Dōjō fasste er zum Kōrinkai zusammen, womit die Bezeichnung Kōrindō-Aikidō etabliert wurde.
Da der Begriff Aikidō, wie Hirai stets betonte, weder ein geschützter Name, etwa im Sinne einer eingetragenen Handelsmarke, war noch ist, stand es jedem frei, diese Bezeichnung zu verwenden. So begann auch Ueshiba für seinen Dōjō den Namen Aikidō zu führen, nachdem er bereits eine Reihe von anderen Identitäten verwendet hatte, wie Kōbudō-Aikibudō, Aikijutsu, Tenshin-Aikidō (ab 1944) und Busan-Aikidō (ab 1948). Wie Mochizuki Minoru (1907–2003), ein Schüler Ueshibas seit etwa 1930 und persönlich bekannt mit Hirai, in seinem Buch von 1995 bestätigte, ist das im Kōrindō-Dōjō gelehrte Aikidō das nämliche, das Hirai bereits im DNBK vertrat.
Hirai und Ueshiba waren sich vor dem Krieg in der Präfektur Okayama im Westen Japans begegnet, woraufhin Ueshiba das Management seines Dōjō und die Trainingsleitung Hirai übertrug, während er selbst die Kriegszeit auf dem Lande nördlich von Tokyo verbrachte, in Iwama, wo Saitō Morihiro (Takemusu Aikidō) später einen Dōjō führte.
Als Hirai dann in den DNBK berufen wurde, übertrug er seine Ämter an Ōsawa Kisaburō. Es war also nicht so, dass Hirai, wie vielfach behauptet wird, von Ueshiba als Vertreter des Kōbukan, wie damals Ueshibas Dōjō noch hieß, entsandt worden wäre. Vielmehr hatte Hirai erkannt, dass sich sein eigener Ansatz in Bezug auf das Budō von dem des Ueshiba fundamental unterschied, und er war überzeugt, dass sein Weg der richtige war, an dem er festzuhalten beabsichtigte. Somit sind die häufig anzutreffenden Darstellungen unrichtig, nach denen Hirai ein Schüler Ueshibas, etwa wie Saitō Morihiro oder Tōhei Kōichi, gewesen sein soll.